# Coleophora maneella
Coleophora maneella é uma espécie de mariposa do gênero Coleophora pertencente à família Coleophoridae.